# Farben (Album)
Farben ist das 16. deutsche Studioalbum des deutschen Liedermachers Reinhard Mey und erschien am 1. April 1990 bei Intercord.

## Inhalt
Das Album beginnt mit Mein Berlin, in dem Reinhard Mey die Geschichte Berlins vom Ende des Zweiten Weltkriegs bis zum Mauerfall 1989 erzählt.
Es finden sich vier familienbezogene Lieder auf der Platte, die vermutlich von Reinhard Meys eigenem Erleben inspiriert sind: In Kleines Mädchen besingt der Vater sein kleines Mädchen, in In Lucianos Restaurant wird beschrieben, wie er mit seiner Familie ein italienisches Restaurant besucht, die der Kinderhosenballade beschreibt der Vater das Aufwachsen seiner zwei älteren Söhne und der nachfolgenden Tochter anhand der Erlebnisse mit einer Hose, die alle nacheinander aufgetragen haben und in Zwischen allen Stühlen singt der Liedermacher, wie er lernen muss, dass sich sein Kind in der Pubertät beginnt von den Eltern abzunabeln und selbständig zu werden.
Politische Titel sind auch auf dem Album zu finden, wie Wahlsonntag und Alle Soldaten woll’n nach Haus, welchen er mit befreundeten Kollegen eingespielt hat (Klaus Hoffmann, Heinz Rudolf Kunze und Hans Scheibner).
Allein erzählt von dem Alleingelassensein und -werden und von falschen Freunden. Dieses Lied hat der christliche Liedermacher Clemens Bittlinger für seine 2006 erschienene CD Bilder der Passion verwendet und neu eingespielt.
Mein Dorf am Ende der Welt berichtet vom Geborgensein an einem guten und bekannten Ort, wo man immer wieder zurückkehren kann und man sich freut, da zu sein.
Reinhard Mey gibt in Ich hab’ meine Rostlaube tiefergelegt einen Einblick in seine Jugendjahre und die Zeit der ersten großen Liebe.
Golf November erzählt von einem Luftrettungseinsatz nach einer wahren Begebenheit an Weihnachten 1986 bei Hannover.
Das Lied Wir handelt vom schweren Nebeneinanderherleben in einer Ehe und schildert eine Szene, sowohl aus der Sicht des Mannes als auch der Frau.

## Titelliste
1. Mein Berlin – 6:18
2. Kleines Mädchen – 3:44
3. Wahlsonntag – 2:19
4. Allein – 5:27
5. In Lucianos Restaurant – 2:40
6. Mein Dorf am Ende der Welt – 3:41
7. Alle Soldaten woll’n nach Haus – 6:04
8. Zwischen allen Stühlen – 2:46
9. Ich hab’ meine Rostlaube tiefergelegt – 4:01
10. Die Kinderhosenballade – 2:29
11. Golf November – 4:30
12. Wir – 4:40